# Home organizing
 (juin 2025).
Si vous disposez d'ouvrages ou d'articles de référence ou si vous connaissez des sites web de qualité traitant du thème abordé ici, merci de compléter l'article en donnant les références utiles à sa vérifiabilité et en les liant à la section « Notes et références ».
Le home organizing ou home organising est un ensemble de techniques visant à améliorer l'organisation de son logement, en appliquant des conseils et méthodes de professionnels du rangement. C'est un courant du coaching d'organisation. Le courant du home organizing est né dans les pays anglo-saxons mais c'est avec le succès du livre et de l'émission de télévision de la japonaise Marie Kondo qu'il est devenu populaire.
Les home organizers sont les professionnels qui interviennent dans les logements et locaux d'entreprise. La vague du home organizing a donné lieu à l'émergence de formations spécialisées, à la création d'activités de coaching, à la publication de guides et livres, à la diffusion d'émissions de télévision...

## Définition
Le home organizing vise à améliorer les conditions de vie des occupants du logement en désencombrant les pièces de vie. Il fait partie du développement personnel. Selon la définition du New York Times : « un professionnel de l'organisation est une personne qui peut vous aider à organiser votre vie aussi bien dans ses espaces physiques que numérique » (« A professional organizer is a person who can help you organize any of the physical and digital spaces in your life »).
Les home organizers conseillent les particuliers pour choisir les objets à garder et ceux dont il faut se séparer. En enlevant des objets, les occupants peuvent retrouver de la clarté et de la sérénité, dans la vague du développement personnel. L'expression anglaise home organizing regroupe alors les activités de rangement et de désencombrement. Littéralement, le verbe ranger signifie mettre en ordre[réf. nécessaire].
Marie Kondo, célèbre home organizer japonaise, explique que ranger et faire le tri de ses affaires apporte du bien être : « le rangement doit consister essentiellement à restaurer l'équilibre entre les êtres humains, leurs biens et la maison dans laquelle ils vivent »[réf. nécessaire].
Le home organizing est de plus en plus populaire à mesure que se multiplient les critiques contre les dérives de la société de consommation. On peut aussi le considérer comme faisant partie de la stratégie zéro déchet d'une famille ou organisation : elle promeut la réduction de la quantité de déchets inutiles produits par la civilisation industrielle[réf. nécessaire].

## Champ d'action
Le home organizing est différent du home staging, qui vise à redécorer son logement dans le but de le vendre (et donc d'une meilleure valorisation immobilière), et du home improvement, qui lui désigne les améliorations physiques de son logement : c'est-à-dire tous les travaux pour changer l'aspect d'une pièce, ajouter une véranda, changer les fenêtres etc. Ces deux activités sont le plus souvent réalisées par des coachs en décoration.
Le home organizing concerne le logement mais aussi les modes de vie des occupants. En faisant le tri dans leurs affaires et en réorganisant en pratique les espaces du logement, les home organizers entrent dans la vie des occupants comme des coachs ou des conseillers. Ceux qui souhaitent pratiquer le home organizing doivent ainsi s'intéresser à la psychologie, à la sociologie d'un point de vue anthropologique pour considérer la personne dans son ensemble. Le choix de sa maison, la disposition de son intérieur, son mode de vie représente ainsi une personne.
« Travailler sur son intérieur, c'est travailler sur soi », explique Cyrille Frémont home organizer.
En 2019, la Fédération de l'ameublement français a publié une étude sur l'impact du rangement sur les Français. 87% des Français déclarent se sentir beaucoup mieux après avoir rangé et 46% des Français ont besoin que leur logement soit bien rangé pour se sentir bien.
Le home organizer, professionnel qui applique les principes du home organizing, intervient dans les pièces d'une maison, un placard, un dressing, une cave...

## Dans la culture populaire
La littérature et l'industrie du divertissement s'intéressent depuis de nombreuses années à l'amélioration du bien-être, au développement personnel et plus spécifiquement aux travaux, conseils et astuces à apporter à son logement. Marie Kondo, coach japonaise, est la figure emblématique du courant du home organizing. Auteure de plusieurs livres à grand succès, elle est le personnage clé de sa série L'art du Rangement (en) diffusée sur Netflix.
Elle a mis au point sa propre méthode de rangement, baptisée KonMari, pour changer le quotidien des personnes qui se débarrassent des objets futiles et encombrants. Marie Kondo apprend aux personnes à ranger en sélectionnant uniquement les objets nécessaires. Elle encourage les personnes à faire du rangement une activité plaisante pour améliorer son bien-être. Sa règle numéro 1 est de considérer les objets comme des êtres à part entière. Elle enseigne également l'art de bien plier ses vêtements pour les mettre en valeur dans son placard ou son dressing. Son premier livre a été publié en France en 2015 : La Magie du rangement (First édition, 2015). Du New York Times à son show Netflix, la représentante du mieux être en rangeant sa maison est devenue une figure populaire. « Appliquer la méthode de Marie Kondo est d'abord un dialogue avec soi-même » (« Tidying, Marie Kondo says, is a dialogue with one's self »).
L'industrie du divertissement a popularisé les théories du rangement et du professional organizing comme une profession à part entière à travers plusieurs shows de télévision : Life Laundry au Royaume-Uni, Clean Sweep aux États-Unis, Neat pour le Canada et traduit par Discovery Home aux États-Unis ou encore Mission: Organization aux États-Unis. En France, l'émission de télévision C'est du propre ! diffusée de 2005 à 2013 sur M6 fait elle aussi référence aux techniques du home organizing.
Des magazines américains notamment traitent du rangement comme un axe de décoration et de renforcement de son bien être tels que Good House Keeping, Real Simple, Living de Martha Stewart, HGTV magazine tiré de l'émission de télévision éponyme. Les professionnels du home organizing distillent leurs conseils dans plusieurs magazines féminins.

## Secteur professionnel
En France, c'est une profession émergente et pas encore réglementée. Une association Loi 1901 a été créée en 2017 pour fédérer les professionnels de ce secteur. La Fédération française des professionnels de l'organisation (FFPO) regroupe ainsi divers professionnels, majoritairement des femmes, qui exercent divers métiers tels que : home organizers, coach en rangement de maison, coach en organisation, conseil en organisation personnelle, consultante en organisation personnelle… Elle s'est donné comme objectifs de « faire reconnaître notre profession, de peser sur les pouvoirs publics et, à terme, de créer un label qualité pour harmoniser les pratiques et garantir un haut niveau de prestations ».
La profession de home organizer est regardée avec intérêt par les professionnels de l'immobilier, car la réalisation d'une mission de home organizing pourrait faciliter l'achat et la vente d'un bien immobilier.